# 불교 용어 목록
이 문서는 불교 용어 중 한국어 위키백과에 독립된 문서가 있거나 혹은 될 만한 용어들은 해당 문서의 링크와 간단한 정의를 제공하고, 독립된 문서로 발전할 가능성이 없다고 여겨지는 용어들은 그 정의를 제공하기 위한 문서이다. 이 문서는 불교 용어를 나열하는 단순한 목록 문서가 아니며 용어들에 대한 정의를 제공하는 것을 기본 지침으로 한다.

바로가기:
ㄱ
경
구
ㄴ
ㄷ
ㄹ
ㅁ
명
무
묵
ㅂ
불
ㅅ
삼
삽
선
소
수
시
심
ㅇ
오
온
유
육
이
ㅈ 

정
지
ㅊ
ㅋ
ㅌ
ㅍ
ㅎ

## 1법
1법(一法)에는 다음과 같은 것들이 있다. 이들은 모두 일체법(一切法)의 다른 말이다.
1. 소지법(所知法)[4][5]
2. 소식법(所識法)[6][7]
3. 소통달법(所通達法)[8][9]
4. 소연법(所緣法)[10][11]
5. 증상법(增上法)[12][13]

## 2법
《아비달마품류족론》 제5권과 제6권 등에 따르면,
2법(二法)에는 다음과 같은 것들이 있다. 이들 각각의 2법은 일체법(一切法)을 두 가지로 구분한 것이기 때문에, 둘을 합한 것은 곧 일체법의 다른 말이다.
1. 유색법(有色法) · 무색법(無色法)
2. 유견법(有見法) · 무견법(無見法)
3. 유대법(有對法) · 무대법(無對法)
4. 유루법(有漏法) · 무루법(無漏法)
5. 유위법(有為法) · 무위법(無為法)
6. 유쟁법(有諍法) · 무쟁법(無諍法)
7. 세간법(世間法) · 출세간법(出世間法)
8. 타계법(墮界法) · 불타계법(不墮界法)
9. 유미착법(有味著法) · 무미착법(無味著法)
10. 탐기의법(耽嗜依法) · 출리의법(出離依法)
11. 심법(心法) · 비심법(非心法)
12. 심소법(心所法) · 비심소법(非心所法)
13. 심상응법(心相應法) · 심불상응법(心不相應法)
14. 심구유법(心俱有法) · 비심구유법(非心俱有法)
15. 수심전법(隨心轉法) · 비수심전법(非隨心轉法)
16. 심위인법(心為因法) · 비심위인법(非心為因法)
17. 심위등무간법(心為等無間法) · 비심위등무간법(非心為等無間法)
18. 심위소연법(心為所緣法) · 비심위소연법(非心為所緣)
19. 심위증상법(心為增上法) · 비심위증상법(非心為增上法)
20. 심과법(心果法) · 비심과법(非心果法)
21. 심이숙법(心異熟法) · 비심이숙법(非心異熟法)
22. 업법(業法) · 비업법(非業法)
23. 업상응법(業相應法) · 업불상응법(業不相應法)
24. 업구유법(業俱有法) · 비업구유법(非業俱有法)
25. 수업전법(隨業轉法) · 비수업전법(非隨業轉法)
26. 업위인법(業為因法) · 비업위인법(非業為因法)
27. 업위등무간법(業為等無間法) · 비업위등무간법(非業為等無間法)
28. 업위소연법(業為所緣法) · 비업위소연법(非業為所緣法)
29. 업위증상법(業為增上法) · 비업위증상법(非業為增上法)
30. 업과법(業果法) · 비업과법(非業果法)
31. 업이숙법(業異熟法) · 비업이숙법(非業異熟法)
32. 유법(有法) · 비유법(非有法)
33. 유상응법(有相應法) · 유불상응법(有不相應法)
34. 유구유법(有俱有法) · 비유구유법(非有俱有法)
35. 수유전법(隨有轉法) · 비수유전법(非隨有轉法)
36. 유위인법(有為因法) · 비유위인법(非有為因法)
37. 유위등무간법(有為等無間法) · 비유위등무간법(非有為等無間法)
38. 유위소연법(有為所緣法) · 비유위소연법(非有為所緣法)
39. 유위증상법(有為增上法) · 비유위증상법(非有為增上法)
40. 유과법(有果法) · 비유과법(非有果法)
41. 유이숙법(有異熟法) · 비유이숙법(非有異熟法)
42. 소변지법(所遍知法) · 비소변지법(非所遍知法)
43. 소응단법(所應斷法) · 비소응단법(非所應斷法)
44. 소응수법(所應修法) · 비소응수법(非所應修法)
45. 소응증법(所應證法) · 비소응증법(非所應證法)
46. 소응습법(所應習法) · 비소응습법(非所應習法)
47. 유죄법(有罪法) · 무죄법(無罪法)
48. 흑법(黑法) · 백법(白法)
49. 유부법(有覆法) · 무부법(無覆法)
50. 유기법(有記法) · 무기법(無記法)
51. 이생법(已生法) · 비이생법(非已生法)
52. 정생법(正生法) · 비정생법(非正生法)
53. 이멸법(已滅法) · 비이멸법(非已滅法)
54. 정멸법(正滅法) · 비정멸법(非正滅法)
55. 연기법(緣起法) · 비연기법(非緣起法)
56. 연이생법(緣已生法) · 비연이생법(非緣已生法)
57. 인법(因法) · 비인법(非因法)
58. 유인법(有因法) · 비유인법(非有因法)
59. 인이생법(因已生法) · 비인이생법(非因已生法)
60. 인상응법(因相應法) · 인불상응법(因不相應法)
61. 결법(結法) · 비결법(非結法)
62. 순결법(順結法) · 비순결법(非順結法)
63. 취법(取法) · 비취법(非取法)
64. 유집수법(有執受法) · 무집수법(無執受法)
65. 순취법(順取法) · 비순취법(非順取法)
66. 번뇌법(煩惱法) · 비번뇌법(非煩惱法)
67. 염오법(染汚法) · 불염오법(不染汚法)
68. 잡염법(雜染法) · 비잡염법(非雜染法)
69. 전법(纏法) · 비전법(非纏法)
70. 소전법(所纏法) · 비소전법(非所纏法)
71. 순전법(順纏法) · 비순전법(非順纏法)
72. 유소연법(有所緣法) · 무소연법(無所緣法)
73. 유심법(有尋法) · 무심법(無尋法)
74. 유사법(有伺法) · 무사법(無伺法)
75. 유희법(有喜法) · 무희법(無喜法)
76. 유경각법(有警覺法) · 무경각법(無警覺法)
77. 유사법(有事法) · 무사법(無事法)
78. 유연법(有緣法) · 무연법(無緣法)
79. 유상법(有上法) · 무상법(無上法)
80. 원법(遠法) · 근법(近法)
81. 유량법(有量法) · 무량법(無量法)
82. 견법(見法) · 비견법(非見法)
83. 견처법(見處法) · 비견처법(非見處法)
84. 견상응법(見相應法) · 비견상응법(非見相應法)
85. 이생법법(異生法法) · 비이생법법(非異生法法)
86. 공이생법(共異生法) · 불공이생법(不共異生法)
87. 정법(定法) · 비정법(非定法)
88. 순열뇌법(順熱惱法) · 비순열뇌법(非順熱惱法)
89. 근법(根法) · 비근법(非根法)
90. 성제소섭법(聖諦所攝法) · 비성제소섭법(非聖諦所攝法)
91. 구유법(俱有法) · 비구유법(非俱有法)
92. 상응법(相應法) · 불상응법(不相應法)
93. 과법(果法) · 비과법(非果法)
94. 유과법(有果法) · 무과법(無果法)
95. 이숙법(異熟法) · 비이숙법(非異熟法)
96. 유이숙법(有異熟法) · 무이숙법(無異熟法)
97. 인연법(因緣法) · 비인연법(非因緣法)
98. 유인연법(有因緣法) · 무인연법(無因緣法)
99. 이법(離法) · 비리법(非離法)
100. 유리법(有離法) · 무리법(無離法)
101. 상속법(相續法) · 비상속법(非相續法)
102. 유상속법(有相續法) · 무상속법(無相續法)

## 3법
《아비달마품류족론》 제5권과 제6권 등에 따르면,
3법(三法)에는 다음과 같은 것들이 있다.

### 3계
《아비달마품류족론》 제5권과 제6권 등에 따르면, 3계(三界)에는 다음과 같은 것들이 있다.
1. 욕계(欲界) · 에계(恚界) · 해계(害界)
2. 출리계(出離界) · 무에계(無恚界) · 무해계(無害界)
3. 욕계(欲界) · 색계(色界) · 무색계(無色界)
4. 색계(色界) · 무색계(無色界) · 멸계(滅界)

### 3고성
《아비달마품류족론》 제5권과 제6권 등에 따르면, 3고성(三苦性)에는 다음과 같은 것들이 있다.
1. 고고성(苦苦性) · 괴고성(壞苦性) · 행고성(行苦性)

### 3루
《아비달마품류족론》 제5권과 제6권 등에 따르면, 3루(三漏)에는 다음과 같은 것들이 있다.
1. 욕루(欲漏) · 유루(有漏) · 무명루(無明漏)

### 3법
《아비달마품류족론》 제5권과 제6권 등에 따르면, 3법(三法)에는 다음과 같은 것들이 있다.
1. 선법(善法) · 불선법(不善法) · 무기법(無記法)
2. 학법(學法) · 무학법(無學法) · 비학비무학법(非學非無學法)
3. 견소단법(見所斷法) · 수소단법(修所斷法) · 비소단법(非所斷法)
4. 견소단위인법(見所斷為因法) · 수소단위인법(修所斷為因法) · 비소단위인법(非所斷為因法)
5. 유견유대법(有見有對法) · 무견유대법(無見有對法) · 무견무대법(無見無對法)
6. 이숙법(異熟法) · 이숙법법(異熟法法) · 비이숙비이숙법법(非異熟非異熟法法)
7. 열법(劣法) · 중법(中法) · 묘법(妙法)
8. 소법(小法) · 대법(大法) · 무량법(無量法)
9. 가의법(可意法) · 불가의법(不可意法) · 비가의비불가의법(非可意非不可意法)
10. 낙구행법(樂俱行法) · 고구행법(苦俱行法) · 불고불락구행법(不苦不樂俱行法)
11. 구생법(俱生法) · 구주법(俱住法) · 구멸범(俱滅法)
12. 비구생법(非俱生法) · 비구주법(非俱住法) · 비구멸법(非俱滅法)
13. 심구생법(心俱生法) · 심구주법(心俱住法) · 심구멸법(心俱滅法)
14. 비심구생법(非心俱生法) · 비심구주법(非心俱住法) · 비심구멸법(非心俱滅法)
15. 유심유사법(有尋有伺法) · 무심유사법(無尋有伺法) · 무심무사법(無尋無伺法)

### 3세
《아비달마품류족론》 제5권과 제6권 등에 따르면, 3세(三世)에는 다음과 같은 것들이 있다.
1. 과거세(過去世) · 미래세(未來世) · 현재세(現在世)

### 3언의사
《아비달마품류족론》 제5권과 제6권 등에 따르면, 3언의사(三言依事)에는 다음과 같은 것들이 있다.
1. 과거언의사(過去言依事) · 미래언의사(未來言依事) · 현재언의사(現在言依事)

### 3업
《아비달마품류족론》 제5권과 제6권 등에 따르면, 3업(三業)에는 다음과 같은 것들이 있다.
1. 신업(身業) · 어업(語業) · 의업(意業)
2. 선업(善業) · 불선업(不善業) · 무기업(無記業)
3. 학업(學業) · 무학업(無學業) · 비학비무학업(非學非無學業)
4. 견소단업(見所斷業) · 수소단업(修所斷業) · 비소단업(非所斷業)
5. 순현법수업(順現法受業) · 순차생수업(順次生受業) · 순후차수업(順後次受業)
6. 순락수업(順樂受業) · 순고수업(順苦受業) · 순불고불락수업(順不苦不樂受業)

### 3유
《아비달마품류족론》 제5권과 제6권 등에 따르면, 3유(三有)에는 다음과 같은 것들이 있다.
1. 욕유(欲有) · 색유(色有) · 무색유(無色有)

### 3지
《아비달마품류족론》 제5권과 제6권 등에 따르면, 3지(三地)에는 다음과 같은 것들이 있다.
1. 유심유사지(有尋有伺地) · 무심유사지(無尋有伺地) · 무심무사지(無尋無伺地)

## 4법
《아비달마품류족론》 제5권과 제6권 등에 따르면,
4법(四法)에는 다음과 같은 것들이 있다.
1. 4념주(四念住): 신념주(身念住) · 수념주(受念住) · 심념주(心念住) · 법념주(法念住)
2. 4무량(四無量): 자무량(慈無量) · 비무량(非無量) · 희무량(喜無量) · 사무량(捨無量)
3. 4무색(四無色): 공무변처(空無邊處) · 식무변처(識無邊處) · 무소유처(無所有處) · 비상비비상처(非想非非想處)
4. 4무애해(四無礙解): 법무애해(法無礙解) · 의무애해(義無礙解) · 사무애해(詞無礙解) · 변무애해(辯無礙解)
5. 4법(四法): 과거법(過去法) · 미래법(未來法) · 현재법(現在法) · 비과거비미래비현재법(非過去法非未來法非現在法)
6. 4법(四法): 선위인법(善為因法) · 불선위인법(不善為因法) · 무기위인법(無記為因法) · 비성위인비불선위인비무기위인법(非善為因非不善為因非無記為因法)
7. 4법(四法): 연유소연법(緣有所緣法) · 연무소연법(緣無所緣法) · 연유소연연무소연법(緣有所緣緣無所緣法) · 비연유소연비연무소연법(非緣有所緣非緣無所緣法)
8. 4법(四法): 욕계계법(欲界繫法) · 색계계법(色界繫法) · 무색계법(無色界繫法) · 불계법(不繫法)
9. 4사문과(四沙門果): 예류과(豫流果) · 일래과(一來果) · 불환과(不還果) · 아라한과(阿羅漢果)
10. 4성제(四聖諦): 고성제(苦聖諦) · 집성제(集聖諦) · 멸성제(滅聖諦) · 도성제(道聖諦)
11. 4성종(四聖種): 수소득의희족성종(隨所得衣喜足聖種) · 수소득식희족성종(隨所得食喜足聖種) · 낙단낙수성종(樂斷樂修聖種)
12. 4식(四食): 단식(段食) · 촉식(觸食) · 의사식(意思食) ·  식식(識食)
13. 4신족(四身足): 욕삼마지단행성취신족(欲三摩地斷行成就神足) · 근삼마지단행성취신족(勤三摩地斷行成就神足) · 심삼마지단행성취신족(心三摩地斷行成就神足) · 관삼마지단행성취신족(觀三摩地斷行成就神足)
14. 4액(四軛): 욕액(欲軛) · 유액(有軛) · 견액(見軛) · 무명액(無明軛)
15. 4연(四緣): 인연(因緣) · 등무간연(等無間緣) · 소연연(所緣緣) · 증상연(增上緣)
16. 4정단(四正斷): 단단(斷斷) · 율의단(律儀斷) · 수호단(隨護斷) · 수단(修斷)
17. 4정려(四靜廬): 초정려(初靜廬) · 제2정려(第二靜慮) · 제3정려(第三靜慮) · 제4정려(第四靜慮)
18. 4지(四智): 고지(苦智) · 집지(集智) · 멸지(滅智) · 도지(道智)
19. 4지(四智): 법지(法智) · 유지(類智) · 타심지(他心智) · 세속지(世俗智)
20. 4취(四取): 욕취(欲取) · 견취(見取) · 계금취(戒禁取) · 아어취(我語取)
21. 4폭류(四瀑流): 욕폭류(欲瀑流) · 유폭류(有瀑流) · 견폭류(見瀑流) · 무명폭류(無明瀑流)

## 5법
《아비달마품류족론》 제5권과 제6권 등에 따르면,
5법(五法)에는 다음과 같은 것들이 있다.
1. 5온(五蘊): 색온(色蘊) · 수온(受蘊) · 상온(想蘊) · 행온(行蘊) · 식온(識薀)
2. 5취온(五取蘊): 색취온(色取蘊) · 수취온(受取蘊) · 상취온(想取蘊) · 행취온(行取蘊) · 식취온(識取蘊)
3. 5취(五趣): 나락가취(捺落迦趣) · 방생취(傍生趣) · 귀취(鬼趣) · 인취(人趣) · 천취(天趣)
4. 5 번뇌부(五煩惱部): 견고소단번뇌부(見苦所斷煩惱部) · 견집소단번뇌부(見集所斷煩惱部) 견멸소단번뇌부(見滅所斷煩惱部) · 견도소단번뇌부(見道所斷煩惱部) · 수도소단번뇌부(修道所斷煩惱部)
5. 5법(五法): 색법(色法) · 심법(心法) · 심소법(心所法) · 심불상응행법(心不相應行法) · 무위법(無為法)

## 6법
《아비달마품류족론》 제5권과 제6권 등에 따르면,
6법(六法)에는 다음과 같은 것들이 있다.
1. 6계(六界): 지계(地界) · 수계(水界) · 화계(火界) · 풍계(風界) · 공계(空界) · 식계(識界)
2. 6법(六法): 견고소단법(見苦所斷法) · 견집소단법(見集所斷法) · 견멸소단법(見滅所斷法) · 견도소단법(見道所斷法) · 수도소단법(修道所斷法) · 비소단법(非所斷法)

## 7법
《아비달마품류족론》 제5권과 제6권 등에 따르면,
7법(七法)에는 다음과 같은 것들이 있다.
1. 7각지(七覺支): 염등각지(念等覺支) · 택법등각지(擇法等覺支) · 정진등각지(精進等覺支) · 희등각지(喜等覺支) · 경안등각지(輕安等覺支) · 정등각지(定等覺支) · 사등각지(捨等覺支)[24]
2. 7수면(七隨眠): 욕탐수면(欲貪隨眠) · 진수면(瞋隨眠) · 유탐수면(有貪隨眠) · 만수면(慢隨眠) · 무명수면(無明隨眠) · 견수면(見隨眠) · 의수면(疑隨眠)
3. 7식주(七識住): 초식주(初識住) · 제2식주(第二識住) · 제3식주(第三識住) · 제4식주(第四識住) · 제5식주(第五識住) · 제6식주(第六識住) · 제7식주(第七識住)
즉, 욕계인천식주(欲界人天識住) · 초선천식주(初禪天識住) · 2선천식주(二禪天識住) · 3선천식주(三禪天識住) · 공처천식주(空處天識住) · 식처천식주(識處天識住) · 무소유처천식주(無所有處天識住)[25][26]

## 8법
《아비달마품류족론》 제5권과 제6권 등에 따르면,
8법(八法)에는 다음과 같은 것들이 있다.
1. 8해탈(八解脫): 초해탈(初解脫) · 제2해탈(第二解脫) · 제3해탈(第三解脫) · 제4해탈(第四解脫) · 제5해탈(第五解脫) · 제6해탈(第六解脫) · 제7해탈(第七解脫) · 제8해탈(第八解脫)
즉, 내유색상관외색해탈(內有色想觀外色解脫) · 내무색상관오색해탈(內無色想觀外色解脫) · 정해탈신작증구족주(淨解脫身作證具足住) · 공무변처해탈(空無邊處解脫) · 식무변처해탈(識無邊處解脫) · 비상비비상처해탈(非想非非想處解脫) · 멸수상정해탈신작증구족주(滅受想定解脫身作證具足住)[28][29]
2. 8승처(八勝處): 초승처(初勝處) · 제2승처(第二勝處) · 제3승처(第三勝處) · 제4승처(第四勝處) · 제5승처(第五勝處) · 제6승처(第六勝處) · 제7승처(第七勝處) · 제8승처(第八勝處)
즉, 내유색상관외색소승처(內有色想觀外色少勝處) · 내유색상관외색다승처(內有色想觀外色多勝處) · 내무색상관외색소승처(內無色想觀外色少勝處) · 내무색상관외색다승처(內無色想觀外色多勝處) · 내무색상관외색청승처(內無色想觀外色靑勝處) · 내무색상관외색황승처(內無色想觀外色黃勝處) · 내무색상관외색적승처(內無色想觀外色赤勝處) · 내무색상관외색백승처(內無色想觀外色白勝處)[30][31]
3. 8성도지(八聖道支): 정견(正見) · 정사유(正思惟) · 정어(正語) · 정업(正業) · 정명(正命) · 정정진(正精進) · 정념(正念) · 정정(正定)

## 가견유대
가견유대(可見有對)는 유견유대색(有見有對色)의 다른 말이다.

## 가견유대색
가견유대색(可見有對色)은 유견유대색(有見有對色)의 다른 말이다.

## 가립
가립(假立, 산스크리트어: prajñapti) 또는 가설(假設, 산스크리트어: prajñapti)의 문자 그대로의 뜻은 '임시로 세움', '임시로 설치함', '임시로 설정함' 또는 '잠정적으로 정함'으로, '실재하는 실체[實法]'가 아닌 것을 마치 실재하는 실체[實法]인 것처럼 삼는 것을 말한다. 즉 실법(實法) 또는 실유(實有) 즉 실재하는 법 또는 존재[有]가 아닌 것을 마치 실재하는 법 또는 존재인 것처럼 삼는 것으로, 이렇게 하여 세운 법을 가법(假法) 또는 가유(假有) 즉 실재하지 않는 법, 일시적인 법 또는 임시적인 법이라 한다.

## 가애과
가애과(可愛果)는 좋아하고 즐길 만한 결과를 말한다. 반대말: 불가애과(不可愛果)

## 가애사
가애사(可愛事)는 애락(愛樂: 사랑스러워하고 즐거워함)할 만한 일 즉 좋아하고 즐거워할 만한 일을 말한다. 《대승오온론》에 따르면 욕(欲)의 마음작용은 가애사에 대해 마음으로 하여금 희망(希望: 앞일에 대하여 기대를 가지고 바람)하게 한다.
안혜의 《대승광오온론》에 따르면, 가애사(可愛事)는 가애락사(可愛樂事) 또는 애락사(愛樂事)라고도 하며, 즐겨 보고 듣는 것 등의 일[可愛見聞等事]을 말한다.

## 가의·불가의
가의(可意)는 마음에 맞다 또는 마음에 들다는 뜻으로 즐거운 것 또는 환희할 만한 것을 말한다. 다른 한자어로는 마음에 합치한다는 뜻에서 합의(合意)라고도 한다.
가의의 반대말은 불가의(不可意)로, 마음에 맞지 않다 또는 마음에 들지 않다는 뜻으로 좋아할 만하지 않은 것 또는 싫어할 만한 것을 말한다.
가의법(可意法)은 가의의 성질의 법, 즉 좋아할 만한 것 또는 즐겨할 만한 것을 말한다. 불가의법(不可意法)은 불가의의 성질의 법, 즉 좋아할만 하지 않은 것 또는 즐겨할 만하지 않은 것을 말한다.
가의경(可意境) 또는 가의지경(可意之境)은 마음에 맞는 대상 · 즐거운 대상 또는 좋아하는 대상을 말한다. 위의경(違意之境) 또는 위의지경(違意之境)은 마음에 맞지 않은 대상 · 괴로운 대상 또는 싫어하는 대상을 말한다.

## 가제
가제(假諦)는 천태교학에서의 공제(空諦) · 가제(假諦) · 중제(中諦)의 3제(三諦) 가운데 하나로, 일체법은 연(緣)에 의해 가(假)로 존재하는 가적(假的)인 존재라는 것을 뜻한다.

## 가행
가행(加行)에는 다음의 4가지 뜻이 있다.
- 실천
- 방편
- 예비적인 수행
- 5정진 중 하나

## 가행선
가행선(加行善)은 수행을 통해 후천적으로 획득되는 선을 말한다.

## 각
각(覺)은 진지(盡智)와 무생지(無生智)를 합하여 통칭하는 것이다. 보리 또는 깨달음이라고도 한다.

## 간
간(慳,
산스크리트어: mātsarya)은 심비린(心鄙吝) 즉 추한 아낌의 마음작용이다. 마음으로 하여금 비루하게 인색하게 하는 마음작용이다. 또는 비루하게 인색한 마음이다.

## 간결
간결(慳結)은 9결(九結) 가운데 하나로 심비린(心鄙吝) 즉 추한 아낌의 마음작용이다. 또는 이양(利養)에 대해 심인석(心吝惜) 즉 아까와하고 애석해 하는 마음 즉 인색의 마음작용을 일으키는 것을 말한다.

## 갈애
갈애(渴愛, 산스크리트어: trsnā)는 탐(貪)의 다른 말이다.
탐(貪)은 갈애(渴愛) · 욕(欲) · 애(愛) · 애탐(愛貪) · 탐독(貪毒) · 탐애(貪愛) · 탐욕(貪欲) 또는 탐착(貪著, 貪着)이라고도 한다.

## 개
개(蓋, 산스크리트어: āvarana, nīvaraṇa)는 부장(覆障: 덮어 가로막음)을 뜻하며, 마음을 덮어 선심(善心) 또는 청정심(清淨心)을 내는 것을 가로막는 것을 말한다.
일반적으로 탐욕개(貪欲蓋: 탐욕) · 진에개(瞋恚蓋: 성냄) · 혼면개(惛眠蓋: 게으름) · 도회개(掉悔蓋: 들뜸과 후회) · 의개(疑蓋: 의심)의 5개(五蓋)를 가리킨다.

## 개사
개사(開士)는 보디사트바(bodhisattva, 보살)의 의역으로, 부처가 될 수 있는 바른 길[正道]를 열어 인도하는 교사를 뜻하며, 중생들의 무지를 열어줄 부처와 보살을 가리킨다. 고승(高僧)의 칭호로도 쓰인다.

## 견
견(見, 산스크리트어: dṛṣṭi, darśana, 팔리어: diṭṭhi, 영어: view)은 심려(審慮: 심사숙고)하고 결탁(決度: 확인 판단)하는 것 또는 심려(審慮: 심사숙고)와 결탁(決度: 확인 판단)을 통해 형성된 견해, 의견, 주장을 말한다. 견(見)은 바른 견해나 주장인 정견(正見)과 편벽된 견해나 주장인 사견(邪見)에 모두 통하나, 5견(五見)처럼 흔히 후자의 사견(邪見)을 가리키는데 사용된다.

## 견결
견결(見結)은 9결(九結) 가운데 하나이다.
견결(見結)은 유신견(有身見) · 변집견(邊執見) · 사견(邪見)의 3견(三見)을 말한다.

## 견단
견단(見斷)은 견소단(見所斷)의 다른 말이다.

## 견도소단
견도소단(見道所斷)은 견소단(見所斷)의 다른 말이다.

## 견소단
《구사론》의 설일체유부의 교학에 따르면, 견소단(見所斷, 산스크리트어: darśana-prahātavya)은 무루혜(無漏慧)에 의한 4제(諦)의 관찰인 견도(見道)에 의해 끊어지는 법(法)들을 말한다. 견도소단(見道所斷), 견단(見斷) 또는 견혹(見惑)이라고도 한다. 98수면 중 88수면이 견소단에 속한다.

## 견용
견용(堅猛)은 문자 그대로의 뜻은 '견고하고 용맹하다'로, 무퇴(無退)의 다른 말이다.

## 견취
견취(見取, 산스크리트어: drstiparāmarśa)는 5견(五見) 중 하나로, 그릇된 견해를 올바른 것이라고 집착하는 것을 말한다. 견취견(見取見)이라고도 한다.

## 견취견
견취견(見取見)은 견취(見取)의 다른 말이다.

## 견혹
견혹(見惑)은 견소단(見所斷)의 다른 말이다.

## 결
결(結, 산스크리트어: bandhana, saṃyojana)은 사(使, 산스크리트어: anuśaya) 등과 함께 번뇌의 여러 다른 말 가운데 하나이며, 아래와 같은 뜻이 있다. 2결(二結) · 3결(三結) · 4결(四結) · 5결(五結) · 9결(九結) · 108결(百八結) 등으로 구분한다. 9결(九結)이 가장 널리 쓰인다.

## 결정
결정(決定)은 승해(勝解, 확실한 이해)의 마음작용의 다른 말이다. 《대승광오온론》에 따르면 결정이란 인지(印持)를 의미한다. 인지의 문자 그대로의 뜻은 '새기고 유지함'으로, 도장 찍듯이 마음에 확실히 이해를 새긴 후 그 이해를 상실하지 않고 유지하는 것을 뜻한다.

## 결정경
결정경(決定境)은 결정을 내려야 할 대상 또는 결정된 대상을 말하며, 유식학에서는 마음(8식, 즉 심왕, 즉 심법)이 결정경을 만날 때만 승해(勝解, adhimoksa, 별경심소에 속함)의 마음작용이 그 마음(8식, 즉 심왕, 즉 심법)과 상응하여 함께 일어난다고 본다.

## 결정사
결정사(決定事)는 결정할 일을 뜻하는데, 세친의 《대승오온론》에 따르면 승해(勝解)의 마음작용은 별경심소에 속하며 결정사에 대해 인가(印可: 확실하게 확인한 후 승인함)하는 마음작용이다. 여기서 승해가 별경심소에 속한다는 것은 승해가 결정사에 대해서만 작용하는 마음작용이라는 것을 의미한다. 이는 승해를 대지법에 속한 것으로 분류한 설일체유부의 견해와는 다르다.

## 결정을 미룸
결정을 미룸은 유예(猶豫)의 다른 다른 말로서 의(疑)의 마음작용의 본질적 성질이다.

## 결탁
결탁(決度, 산스크리트어: saṃtīraṇa)의 한자어 문자 그대로의 뜻은 '판단하고[決] 헤아린다[度]'인데, 불교에서는 '확인 판단'의 뜻의 용어로 사용되고 있어, 한자어 문자 그대로의 뜻과는 차이가 있다. 《구사론》에 따르면 결탁(決度: 확인 판단)은 심려(審慮: 심사숙고)와 함께, 정견(正見: 바른 견해)이건 악견(惡見: 잘못된 견해)이건 모든 견(見: 견해)의 마음작용의 본질[性] 또는 공능(功能)을 이룬다. 보다 정확히는, "심려한 후 결탁하는 것을 견(見: 견해)이라 이름한다[審慮為先決度名見]"고 《구사론》에서는 말하고 있다.

## 결택
결택(決擇, 산스크리트어: nairvedhika)의 한자(漢字) 그대로의 뜻은 '판단[決]하여 선택[擇]한다'로, 결택은 의심[疑]을 결단(決斷: 판단하여 끊음)하여 이치를 완전하게 선택[擇]하게 된 것, 즉 이치를 완전히 알게[擇] 된 것, 즉 이치를 체득[擇]하게 된 것을 말한다. 예를 들어, 무루지(無漏智)로 모든 의심[疑]을 결단(決斷)하여 4성제의 진리를 완전히 알게 된 것, 즉 4성제의 진리를 체득하게 된 것을 말한다. (참고: 택법, 택멸, 택멸무위)

## 같이 보기
- 불교
- 불경

## 참고 문헌
- 이 문서에는 다음커뮤니케이션(현 카카오)에서 GFDL 또는 CC-SA 라이선스로 배포한 글로벌 세계대백과사전의 내용을 기초로 작성된 글이 포함되어 있습니다.
- 가전연자 지음, 승가제바·축불념 한역, 권오민 번역 (K.943, T.1543). 《아비담팔건도론》. 한글대장경 검색시스템 - 전자불전연구소 / 동국역경원. K.943(24-695), T.1543(26-771).
- 고려대장경연구소. 《고려대장경 전자 불교용어사전》. 고려대장경 지식베이스 / (사)장경도량 고려대장경연구소.
- 고익진 (1989). 《한국 고대 불교 사상사》. 동국대학교 출판부.
- 곽철환 (2003). 《시공 불교사전》. 시공사 / 네이버 지식백과.
- 구나발타라(求那跋陀羅) 한역 (K.650, T.99). 《잡아함경》. 한글대장경 검색시스템 - 전자불전연구소 / 동국역경원. K.650(18-707), T.99(2-1).
- 구나발타라 한역, 번역자 미상 (K.54, T.353). 《승만경》. 한글대장경 검색시스템 - 전자불전연구소 / 동국역경원. K.54(6-1361), T.353(12-217).
- 구마라습 한역, 차차석 번역 (K.991, T.614). 《좌선삼매경》. 한글대장경 검색시스템 - 전자불전연구소 / 동국역경원. K.991(30-128), T.614(15-269).
- 권오민 (1991). 《경량부철학의 비판적 체계 연구》. 동국대학원 철학박사 학위논문.
- 권오민 (2003). 《아비달마불교》. 민족사.
- 담무참 한역, 번역자 미상 (K.105, T.374). 《대반열반경》. 일명 《북본열반경》. 한글대장경 검색시스템 - 전자불전연구소 / 동국역경원. K.105(9-1), T.374(12-365).
- 목건련 지음, 현장 한역, 송성수 번역 (K.945, T.1537). 《아비달마법온족론》. 한글대장경 검색시스템 - 전자불전연구소 / 동국역경원. K.945(24-1091), T.1537(26-453).
- 무착 지음, 바라파밀다라 한역, 이영무 번역 (K.586, T.1604). 《대승장엄경론》. 한글대장경 검색시스템 - 전자불전연구소 / 동국역경원. K.586(16-843), T.1604(31-589).
- 무착 지음, 현장 한역 (K.571, T.1602). 《현양성교론》. 한글대장경 검색시스템 - 전자불전연구소 / 동국역경원. K.571(16-1), T.1602(31-480).
- 무착 지음, 현장 한역, 이한정 번역 (K.572, T.1605). 《대승아비달마집론》. 한글대장경 검색시스템 - 전자불전연구소 / 동국역경원. K.572(16-157), T.1605(31-663).
- 미륵 지음, 현장 한역, 강명희 번역 (K.614, T.1579). 《유가사지론》. 한글대장경 검색시스템 - 전자불전연구소 / 동국역경원. K.570(15-465), T.1579(30-279).
- 법구 지음, 승가발마 등 한역, 김형준 번역 (K.960, T.1552). 《잡아비담심론》. 한글대장경 검색시스템 - 전자불전연구소 / 동국역경원. K.960(28-391), T.1552(28-869).
- 법승 지음, 승가제바·혜원 한역, 김재천 번역 (K.959, T.1550). 《아비담심론》. 한글대장경 검색시스템 - 전자불전연구소 / 동국역경원. K.959 (28-355), T.1550 (28-809).
- 법장 술, 노혜남 번역 (K.1513, T.1733). 《화엄경탐현기》. 한글대장경 검색시스템 - 전자불전연구소 / 동국역경원. K.1513(47-458), T.1733(35-107).
- 불타야사·축불념 한역, 번역자 미상 (K.647, T.1). 《장아함경》. 한글대장경 검색시스템 - 전자불전연구소 / 동국역경원. K.647(17-815), T.1(1-1).
- 사리자 설, 현장 한역, 송성수 번역 (K.946, T.1536). 《아비달마집이문족론》. 한글대장경 검색시스템 - 전자불전연구소 / 동국역경원. K.946(24-1183), T.1536(26-367).
- 서정형 (2004). 《나가르주나 『중론』(해제)》. 서울대학교 철학사상연구소 / 네이버 지식백과.
- 서정형 (2004b). 《『밀린다팡하』(해제)》. 서울대학교 철학사상연구소 / 네이버 지식백과.
- 세우 지음, 구나발타라·보리야사 한역, 송성수 번역 (K.950, T.1541). 《중사분아비담론》. 한글대장경 검색시스템 - 전자불전연구소 / 동국역경원. K.950(25-271), T.1541(26-627).
- 세우 지음, 현장 한역, 송성수 번역 (K.949, T.1542). 《아비달마품류족론》. 한글대장경 검색시스템 - 전자불전연구소 / 동국역경원. K.949(25-149), T.1542(26-692).
- 세친 지음, 현장 한역, 권오민 번역 (K.955, T.1558). 《아비달마구사론》. 한글대장경 검색시스템 - 전자불전연구소 / 동국역경원. K.955(27-453), T.1558(29-1).
- 세친 지음, 현장 한역, 김묘주 번역 (K.594, T.1597). 《섭대승론석》. 한글대장경 검색시스템 - 전자불전연구소 / 동국역경원. K.594(17-76), T.1597(31-321).
- 세친 지음, 현장 한역, 송성수 번역 (K.618, T.1612). 《대승오온론》. 한글대장경 검색시스템 - 전자불전연구소 / 동국역경원. K.618(17-637), T.1612(31-848).
- 세친 지음, 현장 한역, 송성수 번역 (K.644, T.1614). 《대승백법명문론》. 한글대장경 검색시스템 - 전자불전연구소 / 동국역경원. K.644(17-808), T.1614(31-855).
- 승가제바(僧伽提婆) 한역. 《중아함경》. 한글대장경 검색시스템 - 전자불전연구소 / 동국역경원.
- 안혜 지음, 지바하라 한역, 조환기 번역 (K.619, T.1613). 《대승광오온론》. 한글대장경 검색시스템 - 전자불전연구소 / 동국역경원. K.619(17-641), T.1613(31-850).
- 안혜 지음, 현장 한역, 이한정 번역 (K.576, T.1605). 《대승아비달마잡집론》. 한글대장경 검색시스템 - 전자불전연구소 / 동국역경원. K.576(16-228), T.1606(31-694).
- 오백 아라한 지음, 현장 한역, 송성수 번역 (K.952, T.1545). 《아비달마대비바사론》. 한글대장경 검색시스템 - 전자불전연구소 / 동국역경원. K.952(26-1,27-1), T.1545(27-1).
- 운월 (2005). 《근본불교의 수행체계에 대하여》. 한국선학회.
- 운허.  동국역경원 편집, 편집. 《불교 사전》.
- 용수 지음, 구마라습 한역, 김성구 번역 (K.549, T.1509). 《대지도론》. 한글대장경 검색시스템 - 전자불전연구소 / 동국역경원. K.549(14-493), T.1509(25-57).
- 용수 지음, 구마라습 한역, 박인성 번역 (K.577, T.1564). 《중론》. 한글대장경 검색시스템 - 전자불전연구소 / 동국역경원. K.577(16-350), T.1564(30-1).
- 제바설마 지음, 현장 한역, 송성수 번역 (K.947, T.1539). 《아비달마식신족론》. 한글대장경 검색시스템 - 전자불전연구소 / 동국역경원. K.947 (25-1), T.1539 (26-531).
- 중현 지음, 현장 한역, 권오민 번역 (K.956, T.1562). 《아비달마순정리론》. 한글대장경 검색시스템 - 전자불전연구소 / 동국역경원. K.956(27-680), T.1562(29-329).
- 중현 지음, 현장 한역, 권오민 번역 (K.957, T.1563). 《아비달마장현종론》. 한글대장경 검색시스템 - 전자불전연구소 / 동국역경원. K.957(28-1), T.1563(29-777).
- 축불념 한역, 노혜능 번역 (K.530, T.1485). 《보살영락본업경》. 한글대장경 검색시스템 - 전자불전연구소 / 동국역경원. K.530(14-374), T.1485(24-1010).
- 최봉수 (1999). 〈색온에서의 색의 의미 - 구사론과 청정도론의 색온론을 비교하여〉. 《불교학보》.
- 현장 한역, 김달진 번역 (K.154, T.676). 《해심밀경》. 한글대장경 검색시스템 - 전자불전연구소 / 동국역경원. K.154(10-709), T.676(16-688).
- 호법 등 지음, 현장 한역, 김묘주 번역 (K.614, T.1585). 《성유식론》. 한글대장경 검색시스템 - 전자불전연구소 / 동국역경원. K.614(17-510), T.1585(31-1).
- 황욱 (1999). 《무착[Asaṅga]의 유식학설 연구》. 동국대학원 불교학과 박사학위논문.
- (영어) Bodhi, Bhikkhu (trans.) (2000). 《The Connected Discourses of the Buddha: A Translation of the Samyutta Nikaya》. Boston: Wisdom Publications. ISBN 0-86171-331-1.
- (영어) Dawson, John (1888). 《A Classical Dictionary Of Hindu Mythology And Religion Geography History And Literature》. London: Trübner.
- (영어) DDB. 《Digital Dictionary of Buddhism (電子佛教辭典)》. Edited by A. Charles Muller.
- (영어) Macdonell, Arthur Anthony (1929). 《A practical Sanskrit dictionary with transliteration, accentuation, and etymological analysis throughout》. London: Oxford University Press.
- (영어) Gethin, R.M.L. (1992). 《The Buddhist Path to Awakening: A Study of the Bodhi-Pakkhiyā Dhammā》. Leiden: E.J. Brill. ISBN 90-04-09442-3.
- (영어) Rhys Davids, Caroline A.F. ([1900], 2003). 《Buddhist Manual of Psychological Ethics, of the Fourth Century B.C., Being a Translation, now made for the First Time, from the Original Pāli, of the First Book of the Abhidhamma-Piṭaka, entitled Dhamma-Saṅgaṇi (Compendium of States or Phenomena)》. Whitefish, MT: Kessinger Publishing. ISBN 0-7661-4702-9.
- (영어) Sanskrit and Tamil Dictionaries. 《Cologne Digital Sanskrit Dictionaries》. Institute of Indology and Tamil Studies, Cologne University (www.sanskrit-lexicon.uni-koeln.de).
- (영어) Rhys Davids, T.W. & William Stede (eds.) (1921-5). 《The Pali Text Society's Pali–English Dictionary》. Chipstead: Pali Text Society.
- (영어) Thanissaro Bhikkhu (1996, 1998). 《Wings to Awakening》. Retrieved 2008-07-07 from "Access to Insight" at http://www.accesstoinsight.org/lib/authors/thanissaro/wings/index.html.
- (중국어) 가다연니자 조, 현장 한역 (T.1544). 《아비달마발지론(阿毘達磨發智論)》. 대정신수대장경. T26, No. 1544, CBETA.
- (중국어) 가전연자 지음, 승가제바·축불념 한역 (T.1543). 《아비담팔건도론(阿毘曇八犍度論)》. 대정신수대장경. T26, No. 1543, CBETA.
- (중국어) 구나발타라(求那跋陀羅) 한역 (T.99). 《잡아함경(雜阿含經)》. 대정신수대장경. T2, No. 99, CBETA.
- (중국어) 구나발타라 한역 (T.353). 《승만경(勝鬘經)》. 대정신수대장경. T12, No. 353, CBETA.
- (중국어) 구마라습 한역 (T.614). 《좌선삼매경(坐禪三昧經)》. 대정신수대장경. T15, No. 614, CBETA. }
- (중국어) 규기 찬 (T.1830). 《성유식론술기(成唯識論述記)》. 대정신수대장경. T43, No. 1830, CBETA.
- (중국어) 규기 찬 (T.1861). 《대승법원의림장(大乘法苑義林章)》. 대정신수대장경. T45, No. 1861, CBETA.
- (중국어) 길장 찬 (T.1744). 《승만보굴(勝鬘寶窟)》. 대정신수대장경. T37, No. 1744, CBETA.
- (중국어) 담무참 한역 (T.374). 《대반열반경(大般涅槃經)》. 일명 《북본열반경》. 대정신수대장경. T12, No. 374, CBETA.
- (중국어) 목건련 조, 현장 한역 (T.1537). 《아비달마법온족론(阿毘達磨法蘊足論)》. 대정신수대장경. T26, No. 1537, CBETA.
- (중국어) 무착 조, 바라파밀다라 한역 (T.1604). 《대승장엄경론(大乘莊嚴經論)》. 대정신수대장경. T31, No. 1604, CBETA.
- (중국어) 무착 조, 현장 한역 (T.1602). 《현양성교론(顯揚聖教論)》. 대정신수대장경. T31, No. 1602, CBETA.
- (중국어) 무착 조, 현장 한역 (T.1605). 《대승아비달마집론(大乘阿毘達磨集論)》. 대정신수대장경. T31, No. 1605, CBETA.
- (중국어) 미륵 조, 현장 한역 (T.1579). 《유가사지론(瑜伽師地論)》. 대정신수대장경. T30, No. 1579. CBETA.
- (중국어) 법구 조, 승가발마 등 한역 (T.1552). 《잡아비담심론(雜阿毘曇心論)》. 대정신수대장경. T28, No. 1552, CBETA.
- (중국어) 법승 조, 승가제바·혜원 한역 (T.1550). 《아비담심론(阿毘曇心論)》. 대정신수대장경. T28, No. 1550, CBETA.
- (중국어) 법운 편찬 (T.2131). 《번역명의집(翻譯名義集)》. 대정신수대장경. T54, No. 2131, CBETA.
- (중국어) 법장 술 (T.1733). 《화엄경탐현기(華嚴經探玄記)》. 대정신수대장경. T35, No. 1733, CBETA.
- (중국어) 佛門網. 《佛學辭典(불학사전)》.
- (중국어) 불타야사·축불념 한역 (T.1). 《장아함경(長阿含經)》. 대정신수대장경. T1, No. 1, CBETA. }
- (중국어) 사리자 설, 현장 한역 (T.1536). 《아비달마집이문족론(阿毘達磨集異門足論)》. 대정신수대장경. T26, No. 1536, CBETA.
- (중국어) 색건타라 조, 현장 한역 (T.1554). 《입아비달마론(入阿毘達磨論)》. 대정신수대장경. T28, No. 1554, CBETA. }
- (중국어) 星雲. 《佛光大辭典(불광대사전)》 3판.
- (중국어) 세우 조, 구나발타라·보리야사 한역 (T.1541). 《중사분아비담론(眾事分阿毘曇論)》. 대정신수대장경. T26, No. 1541, CBETA.
- (중국어) 세우 조, 현장 한역 (T.1542). 《아비달마품류족론(阿毘達磨品類足論)》. 대정신수대장경. T26, No. 1542, CBETA.
- (중국어) 세친 조, 진제 한역 (T.1559). 《아비달마구사석론(阿毘達磨俱舍釋論)》. 대정신수대장경. T29, No. 1559, CBETA.
- (중국어) 세친 조, 현장 한역 (T.1558). 《아비달마구사론(阿毘達磨俱舍論)》. 대정신수대장경. T29, No. 1558, CBETA.
- (중국어) 세친 조, 현장 한역 (T.1597). 《섭대승론석(攝大乘論釋)》. 대정신수대장경. T31, No. 1597, CBETA.
- (중국어) 세친 조, 현장 한역 (T.1612). 《대승오온론(大乘五蘊論)》. 대정신수대장경. T31, No. 1612, CBETA.
- (중국어) 세친 조, 현장 한역 (T.1614). 《대승백법명문론(大乘百法明門論)》. 대정신수대장경. T31, No. 1614, CBETA.
- (중국어) 세친 조, 현장 한역, 규기 주해 (T.1836). 《대승백법명문론해(大乘百法明門論解)》. 대정신수대장경. T44, No. 1836_, CBETA.
- (중국어) 승가제바(僧伽提婆) 한역 (T.26). 《중아함경(中阿含經)》. 대정신수대장경. T1, No. 26, CBETA.
- (중국어) 阿含辭典. 《阿含辭典(아함사전)》.
- (중국어) 안혜 조, 지바하라 한역 (T.1613). 《대승광오온론(大乘廣五蘊論)》. 대정신수대장경. T31, No. 1613, CBETA.
- (중국어) 안혜 조, 현장 한역 (T.1606). 《대승아비달마잡집론(大乘阿毘達磨雜集論)》. 대정신수대장경. T31, No. 1606, CBETA.
- (중국어) 연수 편찬 (T.2016). 《종경록(宗鏡錄)》. 대정신수대장경. T48, No. 2016, CBETA.
- (중국어) 오백 아라한 조, 현장 한역 (T.1545). 《아비달마대비바사론(阿毘達磨大毘婆沙論)》. 대정신수대장경. T27, No. 1545, CBETA.
- (중국어) 용수 조, 구마라습 한역 (T.1509). 《대지도론(大智度論)》. 대정신수대장경. T25, No. 1509, CBETA. }
- (중국어) 용수 조, 구마라습 한역 (T.1564). 《중론(中論)》. 대정신수대장경. T30, No. 1564, CBETA.
- (중국어) 원측 찬 (X.369). 《해심밀경소(解深密經疏)》. 만신찬속장경. X21, No. 369, CBETA.
- (중국어) 원휘(圓暉) (T.1823). 《구사론송소론본(俱舍論頌疏論本)》. 대정신수대장경. T41, No. 1823, CBETA.
- (중국어) 丁福保. 《佛學大辭典(불학대사전)》. 一行佛學辭典搜尋.
- (중국어) 제관 록 (T.1931). 《천태사교의(天台四教儀)》. 대정신수대장경. T46, No. 1931, CBETA.
- (중국어) 제바설마 조, 현장 한역 (T.1539). 《아비달마식신족론(阿毘達磨識身足論)》. 대정신수대장경. T26, No. 1539, CBETA.
- (중국어) 중현 조, 현장 한역 (T.1562). 《아비달마순정리론(阿毘達磨順正理論)》. 대정신수대장경. T29, No. 1562, CBETA.
- (중국어) 중현 조, 현장 한역 (T.1563). 《아비달마장현종론(阿毘達磨藏顯宗論)》. 대정신수대장경. T29, No. 1563, CBETA.
- (중국어) 지의 설, 관정 록 (T.1783). 《금광명경현의(金光明經玄義)》. 대정신수대장경. T39, No. 1783, CBETA. }
- (중국어) 지의 설, 법신 기 (T.1916). 《석선바라밀차제법문(釋禪波羅蜜次第法門)》. 대정신수대장경. T46, No. 1916, CBETA.
- (중국어) 축불념 한역 (T.1485). 《보살영락본업경(菩薩瓔珞本業經)》. 대정신수대장경. T24, No. 1485, CBETA.
- (중국어) 현장 한역 (T.1563). 《해심밀경(解深蜜經)》. 대정신수대장경. T16, No. 676, CBETA.
- (중국어) 혜원 찬 (T.1851). 《대승의장(大乘義章)》. 대정신수대장경. T44, No. 1851, CBETA.
- (중국어) 호법 등 지음, 현장 한역 (T.1585). 《성유식론(成唯識論)》. 대정신수대장경. T31, No. 1585, CBETA.